# Lista de fundadores de tradições religiosas
Esta é uma lista de fundadores de tradições religiosas. Em muitos casos, se pode considerar a religião como uma tradição contínua que prorroga a tempos pré-históricos, sem um fundador específico, ou com um lendário fundador.

## Antiga (antes de 500)
| Nome                | Tradição religiosa fundada                                                                                               |
| ------------------- | --- |
| En-hedu-ana         | Sacerdotisa de Inana, a mais antiga autora das escrituras religiosas conhecidas pelo nome                                |
| Ur-Nammu            | Construiu o Zigurate de Ur a Nana                                                                                        |
| Abraão              | Pai do Judaísmo |
| Amósis I            | Estabeleceu uma adoração monoteísta de Amon-Rá no antigo Egito                                                           |
| Aquenáton           | Criador do Atonismo, ou a heresia de Amarna, é uma das mais antigas conhecidas e bem documentadas, religiões monoteístas |
| Moisés              | Um dos criadores do Judaísmo                                                                                             |
| Salomão             | Foi rei de Israel, construiu o primeiro templo de Jerusalém                                                              |
| Parshva             | Foi o penúltimo (23) Tirthankara no Jainismo                                                                             |
| Zoroastro           | Fundador do Zoroastrismo                                                                                                 |
| Numa Pompílio       | Rei romano que codificou e organizou a religião romana                                                                   |
| Lao-Tsé             | Fundador do Taoísmo |
| Nabucodonosor II    | Construiu a Etemenanki, como sede de adoração a Marduk o deus patrono da Babilônia                                       |
| Confúcio            | Fundador do Confucionismo                                                                                                |
| Pitágoras           | Fundador do Pitagorismo                                                                                                  |
| Leucipo de Mileto   | Fundador da filosofia do Atomismo                                                                                        |
| Siddhartha Gautama  | Também chamado de Buda, fundou o Budismo.                                                                                |
| Platão              | Fundador do realismo platónico                                                                                           |
| Epicuro             | Fundador do Epicurismo                                                                                                   |
| Zenão de Cítio      | Fundador do estoicismo                                                                                                   |
| São João Batista    | Proto fundador do cristianismo                                                                                           |
| Jesus Cristo        | Fundador do cristianismo                                                                                                 |
| Plotino             | Fundador do neoplatonismo                                                                                                |
| Maniqueu            | Fundador do maniqueísmo                                                                                                  |
| Ário                | Fundador do arianismo |
| Pelágio da Bretanha | Fundador do pelagianismo                                                                                                 |
| Nestório            | Fundador do nestorianismo                                                                                                |

## Medieval e Moderna
| Nome                        | Tradição religiosa fundada        |
| --------------------------- | --------------------------------- |
| Mazdaque                    | Fundador do Mazdaquismo           |
| Bodhidharma                 | Fundador do zen                   |
| Maomé                       | Fundador do islão                 |
| Songtsän Gampo              | Fundador do budismo tibetano      |
| Padmasambhava               | Fundador do Nyingma               |
| Han Yu                      | Fundador do neoconfucionismo      |
| Xancara                     | Fundador do Advaita Vedânta       |
| Kukai                       | Fundador do Shingon               |
| Miguel Cerulário            | Fundador da igreja ortodoxa       |
| Martinho Lutero             | Fundador do protestantismo        |
| Adarazi                     | Fundador dos drusos               |
| Henrique VIII de Inglaterra | Fundador do anglicanismo          |
| João Calvino                | Fundador do calvinismo            |
| Miguel Servet               | Fundador do unitarismo            |
| John Knox                   | Fundador do presbiterianismo      |
| Akbar                       | Fundador do Din-i-Ilahi           |
| John Smyth                  | Fundador da igreja batista        |
| Avvakum                     | Fundador da igreja ortodoxa russa |
| Israel ben Eliezer          | Fundador do judaísmo hassídico    |
| John Wesley                 | Fundador do metodismo             |
| Ann Lee                     | Fundadora dos shakers             |

## Novos Movimentos Religiosos (após-1800)
| Nome                       | Tradição religiosa fundada                   |
| -------------------------- | -------------------------------------------- |
| Masaharu Taniguchi         | Fundador da Seicho-no-ie e Manabukai         |
| Miki Nakayama              | Fundadora da Tenrikyo                        |
| Phineas Parkhurst Quimby   | Fundador do Novo Pensamento                  |
| Allan Kardec               | Fundador do espiritismo                      |
| Nao Deguchi                | Fundadora da Oomoto                          |
| Meishu-Sama                | Fundador do messianismo oriental             |
| Joseph Smith Jr.           | Fundador do mormonismo                       |
| Bahá'u'lláh                | Fundador da Fé Bahá'í                        |
| Báb                        | Fundador da babismo                          |
| James White                | Fundador da Igreja Adventista do Sétimo Dia  |
| Mary Baker Eddy            | Fundadora da ciência cristã                  |
| Alfred Moses               | Fundador da ciência judaica                  |
| Helena Blavatsky           | Fundadora da teosofia                        |
| Guido von List             | Fundador do armanismo (misticismo germânico) |
| Charles Taze Russell       | Fundador das Testemunhas de Jeová            |
| Aleister Crowley           | Fundador da thelema                          |
| William Seymour            | Fundador do pentecostalismo                  |
| Pai Divino                 | Fundador da missão internacional de paz      |
| Ngô Chieu Văn              | Fundador do cao dai                          |
| Mordecai Kaplan            | Fundador do judaísmo reconstrucionista       |
| Gerald Gardner             | Fundador da wicca                            |
| Marcus Garvey              | Fundador do movimento rastafári              |
| Zélio Fernandino de Moraes | Fundador da umbanda                          |
| Wallace Fard Muhammad      | Fundador da nação do islã                    |
| Samael Aun Weor            | Fundador do gnosticismo                      |
| Mestre Gabriel             | Fundador da união do vegetal                 |
| Sveinbjörn Beinteinsson    | Fundador do ásatrú                           |
| Sathya Sai Baba            | Fundador do sai baba                         |
| Anton LaVey                | Fundador do satanismo                        |
| Claude Vorilhon            | Fundador do raelianismo                      |
| Tamara Siuda               | Fundadora do kemetismo                       |
| Vlassis Rassias            | Fundador do dodecateísmo                     |